# Angraecum compactum
Angraecum compactum Schltr., 1916 è una pianta della famiglia delle Orchidacee, endemica del Madagascar.

## Descrizione
È una orchidea epifita con fusto a crescita monopodiale, ossia con un solo "piede" vegetativo, priva di pseudobulbi. Possiede 5-6 foglie oblungo-lanceolate, lunghe 5–10 cm e larghe 1,5-2,5 cm, di consistenza coriacea.

I fiori, molto odorosi soprattutto durante la notte, sono di colore bianco, con petali e sepali lunghi appena 2 cm e un labello oblungo e concavo, con apice arrotondato, dalla base del quale si origina uno sperone nettarifero filiforme lungo 12–13 cm.

## Biologia
Studi condotti nella Riserva speciale di Ambohitantely hanno consentito di dimostrare che questa specie si riproduce per impollinazione entomofila da parte della farfalla notturna Panogena lingens, della famiglia degli Sfingidi.. La conformazione e la lunghezza della spirotromba della farfalla le consentono di raccogliere il nettare in fondo allo sperone del fiore; nel far ciò si imbratta con il polline dell'orchidea che successivamente deposita su un altro fiore.

## Distribuzione e habitat
Angraecum compactum è un endemismo del Madagascar, presente frammentariamente dal nord al sud dell'isola.
Cresce come epifita nella foresta pluviale, tra i 700 e i 2000 m di altitudine.